# الغواصة الألمانية يو-504
غواصة يو-504 غواصة يو بوت ألمانية من الفئة التاسعة سي بنيت لسلاح بحرية ألمانيا النازية كريغسمارينه، في أحواض دويتشه فيرفت في هامبورغ خلال الحرب العالمية الثانية.